# Manuel Krainz
Manuel Krainz (sinh 26 tháng 3 năm 1992) là một cầu thủ bóng đá Áo đang thi đấu cho FC Blau-Weiß Linz.

## Sự nghiệp câu lạc bộ
Anh ra mắt Giải bóng đá hạng nhất quốc gia Áo cho FC Blau-Weiß Linz ngày 21 tháng 7 năm 2017 trong trận đấu với FC Wacker Innsbruck.